# Корисні копалини Нігерії
Корисні копалини Нігерії. 

## Загальна характеристика
Основні корисні копалини Нігерії – нафта, природний газ, кам. вугілля, зал. руда, руди олова, рідкісних металів (ніобію, танталу), нерудні буд. матеріали (табл.); є також родовища і вияви бурого вугілля, урану, марганцю, вольфраму, золота, міді, молібдену, свинцю і цинку, гірничохімічна сировина, нерудна індустріальна сировина (табл.).
Таблиця. Основні корисні копалини Нігерії станом на 1999 р.
| Корисні копалини               | Запаси       | Запаси   | Вміст корисного компоненту в рудах, % | Частка у світі, % |
| Корисні копалини               | Підтверджені | Загальні | Вміст корисного компоненту в рудах, % | Частка у світі, % |
| Барит, тис. т                  |              | 730      |                                       |                   |
| Залізні руди, млн т            | 116          | 620      | 36 (Fe)                               | 0,1               |
| Золото, т                      | 5            | 23       | 0,6 г/т                               |                   |
| Нафта, млн т                   | 2908         |          |                                       | 2,1               |
| Пентоксид ніобію, тис. т       | 64           | 91       | 0,04 (Nb2O5)                          | 0,67              |
| Олово, тис. т                  | 90           | 110      | 0,8                                   |                   |
| Природний горючий газ, млрд м3 | 3250         |          |                                       | 2,2               |
| Свинець, тис. т                | 100          | 300      | 10 (Pb)                               | 0,1               |
| Пентоксид танталу, т           | 3200         | 5530     | 0,04 (Та2О5)                          | 4,17              |
| Вугілля, млн т                 | 650          | 1607     |                                       |                   |
| Цинк, тис. т                   | 80           | 400      | 7,9 (Zn)                              |                   |

## Різновиди корисних копалин
Вуглеводні. За доведеними запасами нафти і газу Н. займає 2-е місце в Африці (1999). На кінець ХХ ст. відкрито бл. 300 нафтових і нафтогазових родов., які входять у Ґвінейської затоки нафтогазовий басейн. Найбільші з них : Бому, Імо-Рівер, Окан, Мерен, Оломоро, Дельта, Дельта-Саут, Екпе, Убіт, Йокрі та ін. Родов. багатопластові, глибина залягання продуктивних пластів на суші 1500-2000 м, на шельфі – 2500-3600 м. Колектори нафти і газу – г.ч. горизонти міоценових пісковиків світи агбада (пористість 40%), а також пісковики світи бенін. Пастки структурного типу, а також тектонічно екрановані. Численні родов. нафти мають газові шапки. Нафти малосірчисті, з високим змістом парафіну, густина 832-920 кг/м3.
За оцінками British Petroleum на 2003 р у Нігерії запаси нафти 24 млрд бар., частка у світі – 2%, за рівнем споживання майбутній продуктивний період – 33 р. Запаси газу (трлн куб.м), частка у світі і роки видобутку, що залишилися у Нігерії – 3 (2%), понад 100 років.
У Нігерії пошуково-розвідувальні роботи тривалий час були орієнтовані г.ч. на нафту, і тому реальні запаси газу можуть значно перевищувати існуючі оцінки. На сьогоднішній день відомо близько 25 родовищ газу. Переважна частина запасів – газ в газових шапках нафтових родовищ (близько 70%), а також газ, розчинений у нафті.
Вугілля. Ресурси вугілля в країні на 2002 р – 2750 млн т [Mining Annual Review 2002]. Родов. кам. вугілля пов'язані з відкладами крейди, які широко розвинені в прогині Бенуе. Найбільший бас. – Енугу (пл. 20 тис. км², вугленосна товща до 150 м), який складений пісковиками, аргілітами, вуглистими сланцями і містить до 5 пластів кам. вугілля. Вугілля енергетичне, сер. вміст золи 10%, вологи 9%, сірки менше 1%, теплотворна здатність 29,4-32,8 МДж/кг.
Залізо. Великі території Нігерії складені осадовими породами, збагаченими залізом. Відкрито багато родовищ залізняку, але вони не розробляються. Найбільші родовища знаходяться в Маунт-Патті поблизу Локоджі і в Сокото. Родов. зал. руд пов'язані з пластовими тілами низькоякісних високофосфористих (понад 1,5%) шамозит-сидерит-лімонітових руд в сенонських і еоценових відкладах осадового чохла (Акбаджа і Патті). Середні і дрібні родов. представлені лінзоподібними магнетит-гематитовими тілами в залізистих кварцитах (Ітакпе, Аджібоноко та ін.).
Золото. Дрібні розсипні (Замфара, Бішіні та ін.) і корінні (Ілеша-Іфе, Мінна та ін.) родов. руд золота зосереджені в центрі, на заході і півн.-заході країни. Більша частина їх відпрацьована, перспективним є район Ілеша. 
Інші металічні корисні копалини. Пром. родов. руд олова, ніобію і танталу, а також вольфраму, цирконію та ін. рідкісних металів розташовані на плато Джос. Бл. 75% запасів олов'яних руд і 15-45% ніобієвих руд зосереджено в числ. розсипних родов., пов'язаних з каситерит-колумбітовими алювіальними відкладами і корами вивітрювання колумбітоносних гранітів. Потужність алювію осн. родов. (Форум, Букуру, Ропп-Тенті та ін.) 1,5-2,0 м, довжина рудоносних ділянок 5-6 км. Самостійним родовищем тантало-ніобатів є елювіальне родов. Куру. Корінні родов. представлені кварцовими і пегматитовими жилами і ґрейзенізованими зонами в молодих гранітах (колумбіт-танталітове родов. Гамауе, каситеритове – Тонголо та ін.). Жильне олово-цинково-вольфрамове родов. Ліруе розташоване за 150 км від м. Джос. Інші каситеритові родов.: Насарава, Акванга, Абуджа, Егбе; велике корінне родов. пірохлору в лужних гранітах з урановою мінералізацією Кеффі (Каффо).
Н. має в своєму розпорядженні запаси Pb-Zn-руд в 1,65 млн (2002), що містять крім того Cu, Ag, Ge, Cd. Рудний пояс має протяжність ~600 км і ширину ~80 км. Родов. руд свинцю і цинку представлені сидерит-марказит-кварцовими жилами в крейдових піщано-глинистих відкладах ґрабена Бенуе (Абакаліки, Зурак та ін.). Руди деяких родов. містять також мідь (р-н Макурді).
Гірничохімічна сировина представлена родов. кам. солі (Аве), фосфоритів (Абеокута-Іфо), флюориту (р-н Макурді), азбесту (Чафе), бариту (Азара та ін.), графіту і кіаніту (поблизу Бірнін-Гварі), тальку (Ісанлу-Макуту).
Нерудні буд. матеріали представлені вапняками, мармурами, доломітизованими мармурами, кварцовими пісками, приуроченими до верхньокрейдових та палеоген-неогенових відкладів. Осн. родов. вапняків: Нкалагу, Яндев, Евекоро, мармуризованих вапняків – Укпілла, Мфамосінг, декоративного мармуру – Джакура, кварцового пісковику – Джебе, Енугу, вогнетривких глин і каоліну – Онібоде, Ошієла, Озабулу, Ропп та ін.